# Заборье (Бокситогорский район)
Заборье — посёлок в Бокситогорском районе Ленинградской области. Административный центр Лидского сельского поселения.

## История
Деревня Заборье упоминается на карте Новгородского наместничества 1792 года А. М. Вильбрехта.
Согласно X-ой ревизии 1857 года:

ЗАБОРЬЕ — деревня, принадлежит Сивковой: хозяйств — 2, жителей: 10 м. п., 8 ж. п., всего 18 чел.; Самсоновой (Позен): хозяйств — 4, жителей: 16 м. п., 14 ж. п., всего 30 чел.

По земской переписи 1895 года:

  
ЗАБОРЬЕ — деревня, крестьяне бывшие Сивковой: хозяйств  — 3, жителей: 11 м. п., 13 ж. п., всего 24 чел.; крестьяне бывшие Самсоновой (Позен): хозяйств  — 6, жителей: 22 м. п., 15 ж. п., всего 37 чел.

В конце XIX — начале XX века деревня Заборье административно относилась к Верховско-Вольской волости 1-го земского участка 3-го стана Устюженского уезда Новгородской губернии.

ЗАБОРЬЕ (ЛАВРОВО) — деревня Стехновского сельского общества, число дворов — 12, число домов — 30, число жителей: 57 м. п., 49 ж. п.
 
ЗАБОРЬЕ — выселок Д. Н. Поздеева, число дворов — 4, число домов — 4, число жителей: 10 м. п., 12 ж. п.; Мельница, лавка, 2 чайных, смежен со станцией Заборье
 
ЗАБОРЬЕ — станция М.П.С., число дворов — 8, число домов — 5, число жителей: 19 м. п., 16 ж. п.; Ж.д. станция, почтовое отделение, телеграф, отделение гос. сберкассы (1910 год) . 

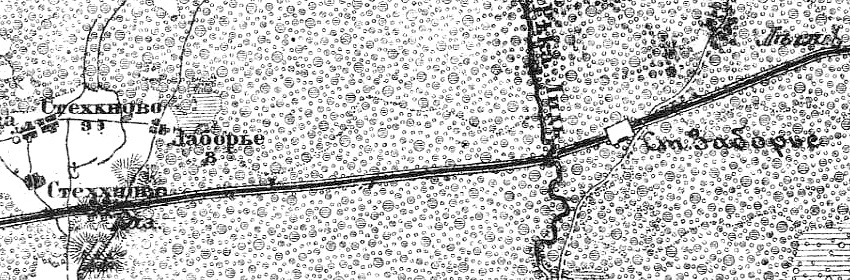
Деревня Заборье на карте 1917 года

Согласно военно-топографической карте Петроградской и Новгородской губерний издания 1917 года деревня Заборье состояла из 8 крестьянских дворов и располагалась к западу от станции Заборье за рекой Лидь, близ деревни Стехкново.
С 1917 по 1927 год деревня входила в состав Советской волости Устюженского уезда Череповецкой губернии. 
С 1927 года, в составе Потокского сельсовета Ефимовского района.
По данным 1933 года деревня Заборье входила в состав Шибаловского сельсовета Ефимовского района.
С 22 ноября 1941 года в Заборье начинался один из участков «Дороги жизни» для подвоза продовольствия, горючего и боеприпасов в блокадный Ленинград и эвакуации населения и имущества из Ленинграда.
С 1965 года, в составе Потокского сельсовета Бокситогорского района. В 1965 году население деревни составляло 2807 человек.
По данным 1966 года деревня Заборье входила в состав Подборовского сельсовета. Кроме того, в состав соседнего, Потокского сельсовета входили посёлки: Заборье Леспромхоз и Заборье Лентрансхоз, находившиеся у станции Заборье.
По данным 1973 года посёлок Заборье являлся центром Заборьевского сельсовета, деревня Заборье входила в состав Подборовского сельсовета. 
По данным 1990 года посёлок Заборье являлся административным центром Заборьевского сельсовета, в состав которого входили посёлки: Великий Двор, Головачево, Заборье, Лесной, Утишье, деревни Лидь и Лукинское, общей численностью населения 2612 человек. В самом посёлке Заборье  проживали 1853 человека. Деревня же Заборье с населением 7 человек находилась в составе Подборовского сельсовета.
В 1997 году в посёлке Заборье Заборьевской волости проживали 1693 человека, в деревне Заборье Подборовской волости — 2 человека. 
В 2002 году в посёлке Заборье Заборьевской волости проживали 1468 человек (русские — 96 %), в деревне Заборье населения не было.
С 1 января 2006 года в соответствии с областным законом № 78-оз от 26 октября 2004 года «Об установлении границ и наделении соответствующим статусом муниципального образования Бокситогорский муниципальный район и муниципальных образований в его составе» посёлок Заборье являлся центром Заборьевского сельского поселения.
В 2007 году в посёлке Заборье Заборьевского СП проживали 1348 человек, в 2010 году — 1178, деревни же Заборье, давшей название посёлку, в составе Бокситогорского района не значилось.
Со 2 июня 2014 года — в составе вновь созданного Лидского сельского поселения Бокситогорского района.
В 2015 году в посёлке Заборье проживали 1170 жителей.

## География
Посёлок расположен в восточной части района на автодороге 41К-033 (Сомино — Ольеши).
Расстояние до районного центра — 118 км.
В посёлке расположена железнодорожная станция Заборье на линии Волховстрой I — Вологда.
Посёлок находится на левом берегу реки Лидь.

## Демография
| 1997 | 2002  | 2007  | 2010  | 2017  |
| ---- | ----- | ----- | ----- | ----- |
| 1693 | ↘1468 | ↘1348 | ↘1178 | ↘1127 |

## Инфраструктура
На 1 января 2016 года в посёлке было зарегистрировано 477 домохозяйств.
На 1 января 2016 года в посёлке было зарегистрировано 478 домохозяйств.
Магазины, аптека, участковая больница, детский сад, пожарная часть, средняя общеобразовательная школа, леспромхоз.

## Достопримечательности
- Храм Невской иконы Скоропослушницы.
- Стела «Дорога жизни».
- Памятник Герою Советского Союза А. Н. Годовикову.
- Памятник погибшим в годы Великой Отечественной войны.
- Храм во имя иконы Божией Матери «Невская Скоропослушница».

## Фото

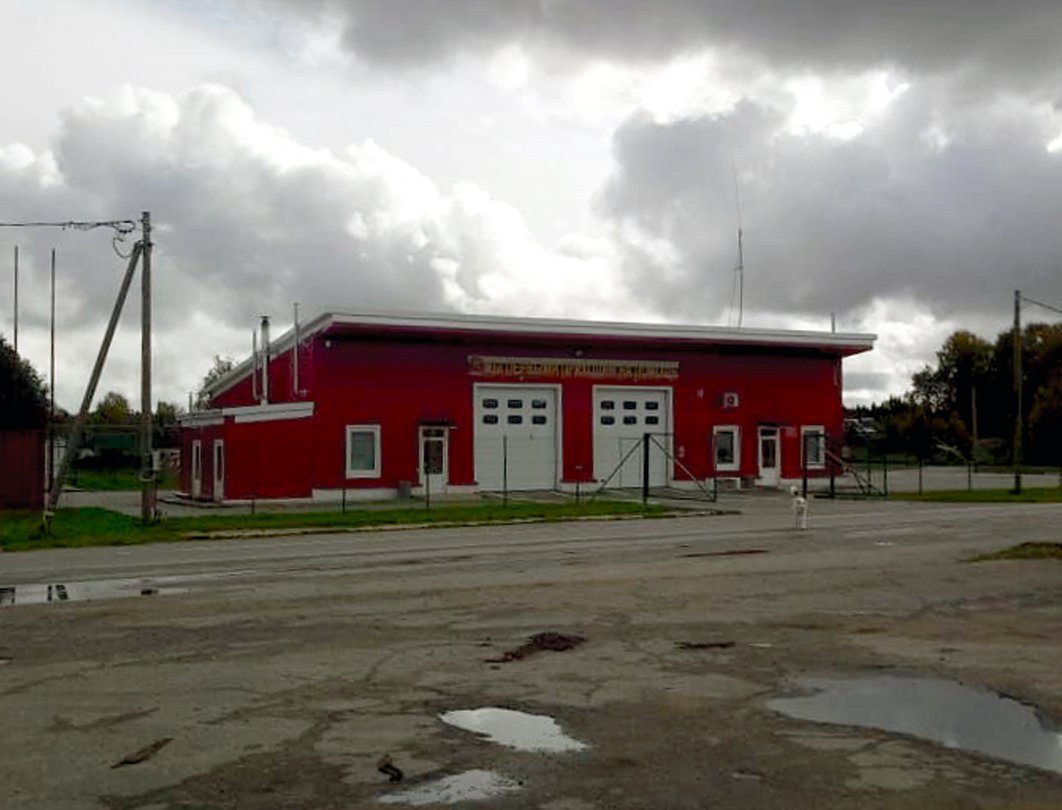
Пожарная часть в посёлке Заборье. 2018 год
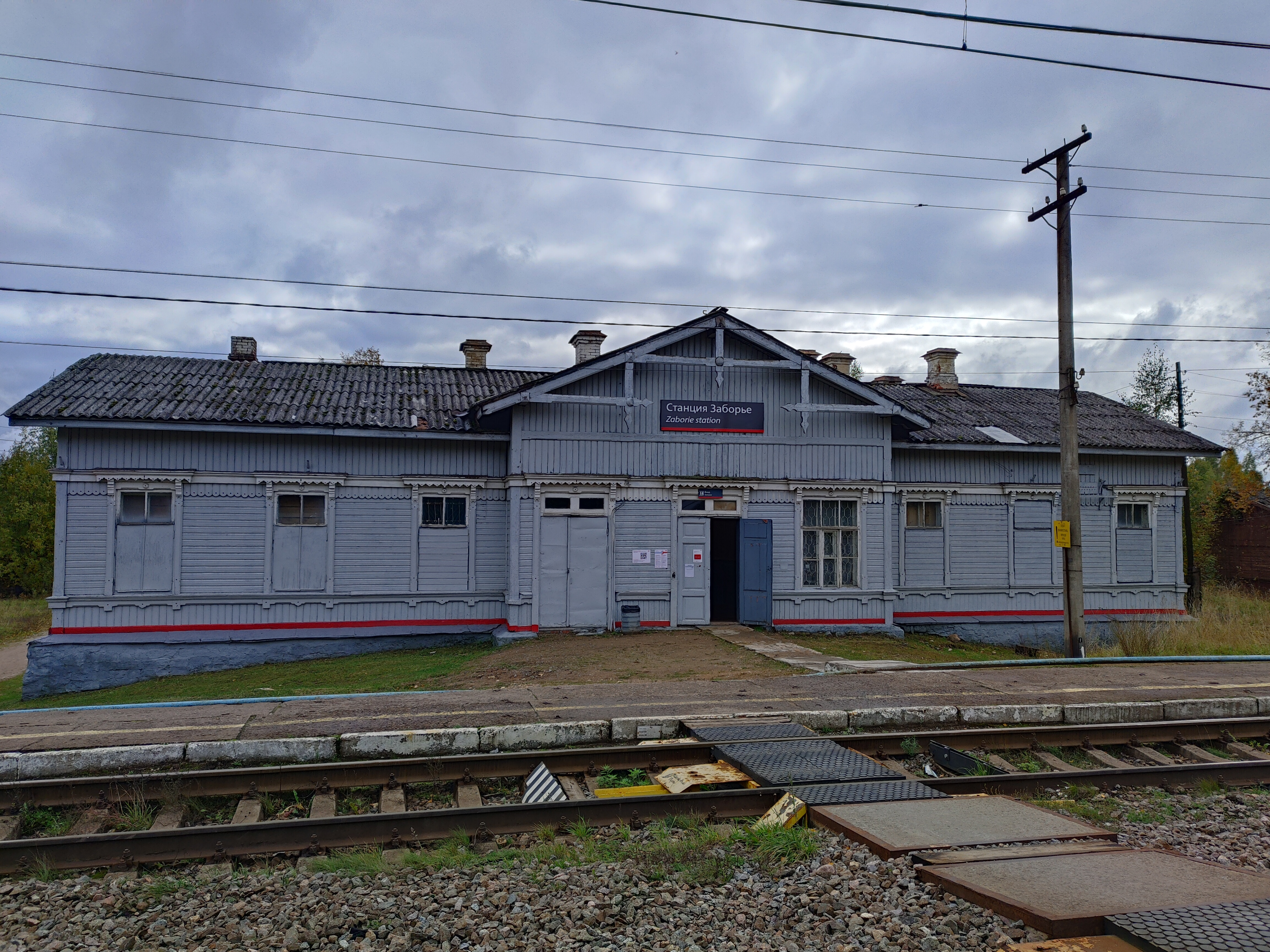
Вокзал железнодорожной станции Заборье. 2022 год

## Известные жители
- Василий Павлович Никандров (14.03.1926—18.09.1990) — полный кавалер ордена Славы[25].

## Улицы
Береговая, Боровая, Вокзальная, Годовикова, Железнодорожная, Заводская, Зелёная, Киевская, Клубная, Кооперативная, Лесная, Лидская, Липовский переулок, Московская, Моховая, Нагорная, Целинная, Центральная, Школьная.